# Sinopoda wangi
Sinopoda wangi är en spindelart som beskrevs av Song och Zhu 1999. Sinopoda wangi ingår i släktet Sinopoda och familjen jättekrabbspindlar. Inga underarter finns listade i Catalogue of Life.